# WTA Tour Championships 1993 - Doppio
Il doppio del torneo di tennis WTA Tour Championships 1993, facente parte del WTA Tour 1993, ha avuto come vincitrici Gigi Fernández e Nataša Zvereva che hanno battuto in finale Larisa Neiland e Jana Novotná con il punteggio di 6–3, 7–5.

## Teste di serie
1. Gigi Fernández /  Nataša Zvereva (Campionesse)
2. Arantxa Sánchez Vicario /  Helena Suková (semifinali)

1. Larisa Neiland /  Jana Novotná (finale)
2. Pam Shriver /  Liz Smylie (semifinali)

## Tabellone

### Legenda
| - Q = Qualificato - WC = Wild card - LL = Lucky loser | - ALT = Alternate - SE = Special Exempt - PR = Protected Ranking | - w/o = Walkover - r = Ritirato - d = Squalificato |